# 佛山電視台
佛山電視台是中华人民共和国广东省佛山市的市级电视台，隶属于佛山市新闻传媒中心，前身为1987年成立的佛山有线电视台。電視台分別使用粵語及普通話廣播。

## 历史

佛山电视台2003年以前的台徽

1987年7月1日，佛山有线电视在佛山市府大院透过VHF四频道试播出自办新闻节目。1988年4月12日，佛山电视新闻社成立。1991年12月23日，佛山电视新闻社改称佛山有线电视台，并拥有综合频道、影视频道两套自办电视频道:2294-2295。
1995年，佛山市有线电视网络与无线电视实现统一管理，同年12月28日，佛山电视台试播，并于1996年7月1日正式开播。2001年6月19日，佛山电视台与佛山有线电视台完成合并，并使用“佛山电视台”作为电视台呼号:2295。
2005年，佛山电视台及佛山各区级电视台、镇街级广播电视站合并，并与佛山人民广播电台、《佛山日报》传媒集团合并组建佛山传媒集团（现佛山市新闻传媒中心）。
2009年2月10日，佛山电视台启用新台标。
2009年2月24日，佛山电视台主频新闻综合频道在广州市落地，广州的市网用户可以在有线电视中观看到此频道。2014年5月28日，珠三角地级市实施電視互相落地措施，自此东莞、肇慶、惠州、清遠、珠海、江門、中山等邻近县市的民眾可透过在地的有线电视网络接收该台新聞綜合頻道的讯号。
2025年1月，在广电总局公布的频道名录中，影视频道、三水频道和高明频道已不存在。5月19日，三水频道和高明频道停播。

## 频道

### 广播中
| 頻道名稱     | 语言        | 广播格式                         | 啟播時間                           | 頻道口號 | 频道前身                                                                                            | 備註 |
| ------------ | ----------- | -------------------------------- | ---------------------------------- | -------- | --------------------------------------------------------------------------------------------------- | --- |
| 综合频道     | 粵語 普通话 | SD: PAL 576i 16:9 HD: 1080i 16:9 | HD: 2020年11月1日                  |          | 佛山电视台四频道 佛山电视台资讯频道 佛山电视台公共频道                                              | 台标文字为“佛山综合”。2013年5月1日改版为以饮食节目为主的珠三角首个美食频道。2014年更名为综合频道；2021年增加禅城区电视节目。 |
| 城市生活频道 | 粵語 普通话 | SD: PAL 576i 16:9 HD: 1080i 16:9 | HD: 2020年11月1日                  |          | 佛山电视新闻社 佛山有线电视台 佛山电视台 佛山电视台一频道 佛山电视台新闻综合频道 佛山电视台公共频道 | 台标文字为“佛山城市生活”。2014年更名为公共频道；2025年更名为城市生活频道。                                                   |
| 南海频道     | 粵語 普通话 | SD: PAL 576i 16:9 HD: 1080i 16:9 | HD: 2020年11月1日                  |          | 南海有线电视台 南海电视台                                                                           | 台标文字为“南海”。 |
| 顺德频道     | 粵語 普通话 | SD: PAL 576i 16:9 HD: 1080i 16:9 | SD: 1994年9月8日 HD: 2020年11月1日 |          | 顺德电视台                                                                                          | 台标文字为“顺德”。由佛山电视台顺德分台制作播出。                                                                             |

### 已停播
- 高明频道：2017年3月28日启播[10]，2025年5月19日停播。由佛山电视台高明分台制作播出，前身为高明有线电视台。原则上在佛山电视台公共频道的预留时段内插播当地新闻和经济类、科技类、法治类、农业类、重大活动、有地方特色的文艺节目以及各类广告[11]，实际上为以独立频谱播出。
- 三水频道：2017年3月28日启播[10]，2025年5月19日停播。由佛山电视台三水分台制作播出，前身为三水广播电视台。原则上在佛山电视台公共频道的预留时段内插播当地新闻和经济类、科技类、法治类、农业类、重大活动、有地方特色的文艺节目以及各类广告[11]，实际上为以独立频谱播出[12]。
- 影視频道：2025年8月10日24时停播。

## 概要
佛山台主要新闻节目：禅城新闻、财富前途、体坛123（原体坛最前线）、六点半新闻（原佛山新闻、新闻、630新闻）、小强热线、今晚报道（国语播出，原佛山新闻、新闻、普通话新闻）、聚焦禅城、观点佛山等。
另外早前佛山所轉播的翡翠台在每逢播映六點半新聞報道時，會改播佛山電視台自行制作的六點半新聞，直至翡翠台播畢整個六點半新聞報道和天氣報告才再恢復轉播翡翠台原有信號。不过这种安排已于2009年9月上旬结束，目前在佛山转播的翡翠台每晚六点半已经正常转播新聞報道节目。
佛山电视台曾在2010年以高清格式试播2010珠江小姐总决赛。2020年11月1日，佛山电视台除高明、三水频道外的频道开始高标清同步播出。

## 外部連結
- 佛山电视台 （页面存档备份，存于）